# Sapałówka
Sapałówka (deutsch Sapallen, 1938 bis 1945 Ostau) ist ein Dorf in der polnischen Woiwodschaft Ermland-Masuren und gehört zur Landgemeinde Banie Mazurskie (Benkheim) im Powiat Gołdapski (Kreis Goldap).

## Geographische Lage
Sapałówka liegt am Nordufer der Goldap (polnisch Gołdapa) im Nordosten der Woiwodschaft Ermland-Masuren. Die Kreisstadt Gołdap (Goldap) liegt 15 Kilometer nordöstlich, die frühere Kreishauptstadt Angerburg (polnisch Węgorzewo) befindet sich 23 Kilometer in westlicher Richtung.

## Geschichte
Sapallen, das vor 1785 Matzapallen genannt wurde, erfuhr seine Gründung im Jahre 1576. Es handelte sich später um ein kleines Dorf mit einem Gut, das im Jahre 1874 in den neu errichteten Amtsbezirk Surminnen (polnisch Surminy) eingegliedert wurde. Dieser war bis 1945 Teil des Kreises Angerburg im Regierungsbezirk Gumbinnen der preußischen Provinz Ostpreußen.
Im Jahre 1910 gehörten zu Sapallen mit dem Wohnplatz Schönbund (polnisch Ziemianki) insgesamt 245 Einwohner. Ihre Zahl sank bis 1925 auf 236, belief sich 1933 nur noch auf 225 und betrug 1939 noch 229.
Am 3. Juni (offiziell bestätigt am 16. Juli) des Jahres 1938 erhielt Sapellen aus politisch-ideologischen Gründen der Vermeidung fremdländisch klingender Ortsnamen die Umbenennung in „Ostau“. Die neue Ortsbezeichnung sollte nur kurz währen, denn 1945 kam das Dorf in Kriegsfolge mit dem südlichen Ostpreußen zu Polen und heißt seitdem „Sapałówka“. Heute ist es Sitz eines Schulzenamtes (polnisch Sołectwo) und eine Ortschaft im Verbund der Landgemeinde Banie Mazurskie im Powiat Gołdapski, vor 1998 der Woiwodschaft Suwałki, seither der Woiwodschaft Ermland-Masuren zugehörig.

## Kirche
Der überwiegend evangelische Bevölkerungsanteil Sapallens resp. Ostaus war in das Kirchspiel der Kirche in Benkheim (Banie Mazurskie) im Kirchenkreis Angerburg in der Kirchenprovinz Ostpreußen der Kirche der Altpreußischen Union eingepfarrt. Die katholischen Kirchenglieder waren nach Angerburg (Węgorzewo) im Bistum Ermland hin orientiert. Heute gehören die mehrheitlich katholischen Einwohner zur Kirche Banie Mazurskie im Dekanat Gołdap im Bistum Ełk (Lyck) der Römisch-katholischen Kirche in Polen, während die evangelischen Kirchenglieder der Filialkirche Gołdap von Suwałki in der Diözese Masuren der Evangelisch-Augsburgischen Kirche von Polen zugehören.

## Verkehr
Sapałówka liegt an dem Surminy gegenüber liegenden Ufer der Goldap. Surminy liegt an der bedeutenden Woiwodschaftsstraße DW 650 (einstige deutsche Reichsstraße 136) und bietet Sapałówka günstigen Anschluss an das Straßennetz. Eine Bahnanbindung besteht nicht mehr, seit 1945 die Bahnstrecke Angerburg–Goldap mit der nächstgelegenen Bahnstation Banie Mazurskie (Benkheim) nicht mehr betrieben wird.